# Матвеевское водохранилище
Матвеевское водохранилище — небольшое русловое водохранилище на реке Рябинка (правый приток реки Ворскла). Расположено в Богодуховском районе Харьковской области у села Горбановка. Водохранилище построено в 1974 году по проекту института «Харкивдипроводгосп». Назначение — орошение, рыборазведения. Вид регулирования — сезонное.

## Основные параметры водохранилища
- Нормальный подпорный уровень — 144,0 м;
- Форсированный подпорный уровень — 145,0 м;
- Полный объём — 2485000 м³;
- Полезный объём — 1,860 млн м³;
- Длина — 4,5 км;
- Средняя ширина — 0,262 км;
- Максимальные ширина — 0,40 км;
- Средняя глубина — 2,1 м;
- Максимальная глубина — 5,0 м.

## Основные гидрологические характеристики
- Площадь водосборного бассейна — 60 км².
- Годовой объём стока 50 % обеспеченности — 4 240 000 м³.
- Паводковый сток 50 % обеспеченности — 3 470 000 м³.
- Максимальный расход воды 1 % обеспеченности — 44,5 м³/с.

## Состав гидротехнических сооружений
- Глухая земляная плотина длиной — 457 м, высотой — 6,2 м, шириной — 10 м. Заделка верхового откоса — 1:2,5, низового откоса — 1:1,75.
- Шахтный водосброс № 1 из монолитного железобетона высотой — 4,0 м, размерами 5×3 м. Водосбросные тоннель из монолитного железобетона сечением 2,5×3,0 м, длиной — 21,8 г. Шахты оборудована плоским металлическим затвором с ручным подъемником.
- Шахтный водосброс № 2 из монолитного железобетона сечением 1,0×1,0 м, высотой — 4,5 м. Водосбросные тоннель из сборных ж/б блоков диаметром 0,75 м, длиной — 27 м. Шахта оборудована плоским деревянным затвором размерами 1,0×0,75 м.

## Использование водохранилища
Водохранилище было построено для орошения в колхозе им. «Звезда» Богодуховского района.